# 용머리
용머리(Dracocephalum argunense)는 꿀풀과의 여러해살이풀이다. 한국·중국 동북부·시베리아·일본 등지에 분포한다.

## 생태
양지쪽 풀밭에서 자란다. 뿌리줄기에서 무더기로 나와서 높이 15-40cm 자라고 밑을 향한 털이 있다. 잎은 마주달리고 선형이며 윤기가 난다. 잎 가장자리가 뒤로 말리며 겨드랑이에 잎이 무리지어 핀다. 꽃은 6-8월에 피고 원줄기 끝에 달리며 자줏빛이다. 꽃받침은 불규칙하게 5개로 갈라지고, 갈래조각의 끝이 바늘처럼 뾰족하다. 화관은 통처럼 생기고 끝은 입술 모양으로 자주색 점이 있다.

## 재배 및 관리
배수가 잘 되고 부식질이 풍부한 사질양토에서 잘 자라지만, 토양을 특별히 가리지는 않는다. 오히려 흙에 영양이 과다하면 키가 너무 자라 넘어질 우려가 있으므로 주의한다. 번식은 씨뿌리기나 포기나누기로 한다. 포기나누기는 이른 봄이나 10월에 하는 것이 좋다.